# Amtmaður
L’amtmaður (« gouverneur de district », en danois : amtmand) est le représentant régional du Danemark dans chaque district islandais entre 1684 et 1904, chargé de veiller sur la bonne marche de l'île (alors sous domination danoise) et de faire le lien entre le gouverneur général et les sýslumenn (magistrats locaux), s'assurant que les lois et les proclamations sont portées à la connaissance de la population et supervisant les fonctionnaires royaux de rang inférieur.
En 1772, il n'y a qu'un amtmaður, qui gouverne les districts (amts) du nord et de l'est de l'Islande. Entre 1787 et 1820, le territoire compte deux amtmenn à proprement parler (un gouvernant le nord et l'est, et un gouvernant l'ouest), le stiftamtmaður (gouverneur général) étant également responsable du district du sud. Jusqu'en 1770, année où il devient obligatoire pour le stiftamtmaður de résider sur l'île, l'amtmaður du sud fait de facto office de gouverneur de l'Islande.